# Кричина
Кричина — деревня в Козельском районе Калужской области. Входит в состав национального парка "Угра".
Расположена на правом берегу реки Жиздра, примерно в 7 км к югу от села Волконское.

## Население
На январь 2021 года население составляло 4 человек.